# Saint-Eustache-la-Forêt
Saint-Eustache-la-Forêt är en kommun i departementet Seine-Maritime i regionen Normandie i norra Frankrike. Kommunen ligger i kantonen Bolbec som tillhör arrondissementet Le Havre. År 2022 hade Saint-Eustache-la-Forêt 1 213 invånare.

## Befolkningsutveckling
Antalet invånare i kommunen Saint-Eustache-la-Forêt
| Referens: INSEE |